# Обуховский сельсовет (Курганская область)
Обу́ховский сельсовет — муниципальное образование со статусом сельского поселения в составе Притобольного района Курганской области.
Административный центр — село Обухово.

## История
В соответствии с Законом Курганской области от 6 июля 2004 года № 419 сельсовет наделён статусом сельского поселения.

## Население
| 1989 | 2002 | 2004 | 2010 | 2012 | 2013 | 2014 |
| ---- | ---- | ---- | ---- | ---- | ---- | ---- |
| 608  | ↘493 | ↗502 | ↘370 | ↘367 | ↘343 | ↘318 |
| 2015 | 2016 | 2017 | 2018 | 2019 | 2020 |      |
| ↘299 | ↘288 | ↘279 | ↘271 | ↗274 | ↗293 |      |

## Состав сельского поселения
| № | Населённый пункт | Тип населённого пункта       | Население |
| - | ---------------- | ---------------------------- | --------- |
| 1 | Обухово          | село, административный центр | ↗293      |